# عبر بحر الوقت
عبر بحر الوقت هو فيلم من نوع دراما أُصدر في 1995. الفيلم من توزيع كولومبيا بيكتشرز، وهو من إخراج Stephen Low (filmmaker) ‏.

## القصة
تدور أحداث الفيلم حول مهاجر روسي حقيقي يبحث عن عائلته، يُطلق عليه مسؤولو الهجرة في جزيرة إيليس اسم ليوبولد مينتون (لأنهم لا يستطيعون نطق اسمه الروسي). يعمل مينتون لدى شركة لالتقاط صور مجسمة لجهاز هولمز المجسم الشهير (في ذلك الوقت). يتيح هذا للفيلم فرصة عرض العديد من الصور المجسمة، الماضية والحالية، لمدينة نيويورك.
مينتون، الذي لم يكن يخشى المرتفعات، أنتج مجموعة لا مثيل لها من الصور لتطور ناطحات السحاب في نيويورك. كما وثّق مينتون بناء مترو أنفاق نيويورك. يتضمن الفيلم أيضًا عددًا من صور مينتون المجسمة الخاصة التي لم تُنشر علنًا خلال حياته. تكشف بعض هذه الصور كيف تمكن مينتون من التقاط بعض صور بناء ناطحات السحاب دون أن يقف عليها فعليًا.

## الإنتاج
موسيقى الفيلم التصويرية كانت من تأليف جون باري.

## وصلات خارجية
- عبر بحر الوقت على موقع IMDb (الإنجليزية)
- عبر بحر الوقت على موقع روتن توميتوز (الإنجليزية)
- عبر بحر الوقت على موقع Turner Classic Movies (الإنجليزية)
- عبر بحر الوقت على موقع أول موفي (الإنجليزية)
- عبر بحر الوقت على موقع بوكس أوفيس موجو (الإنجليزية)
- عبر بحر الوقت على موقع قاعدة بيانات الفيلم (الإنجليزية)
- عبر بحر الوقت على موقع ليتربوكسد (الإنجليزية)
- عبر بحر الوقت على موقع كينوبويسك (الروسية)